# السلالة الأرشكية في أرمينيا
حكمت السُّلَالَةُ الْأَرْشَكِيَّة (بالأرمنية: Արշակունի) مملكة أرمينيا بين عامي 54 إلى 428. كانت السلالة فرعًا من السلالة الأرشكية في الإمبراطورية الفرثية. حكم الملوك الأرشكيون بشكل متقطع طوال سنوات الفوضى التي أعقبت سقوط سلالة أرتاكسياد حتى عام 62 عندما ضمن تيريداتيس الأول سيطرة السلاسة الأرشكية الفرثية على عرش أرمينيا. أنشأ فولوغاسيس الثاني (فاغارش الثاني) تسلسلًا واضحًا من الملوك الأرمن في عام 198 عندما تنازل عن العرش الأرمني فقط لصالح ابنه خوسروف الأول واحتفظ بالعرش الفرثي. سيبقى خط أبناء خوسروف الأول على قيد الحياة برغم سقوط الأرشكيين الفرثيين على أيدي الساسانيين من بلاد فارس بما يقرب من 200 سنة.
اثنين من أكثر الأحداث البارزة في تاريخ الأرمن تحت حكم السلاسة الأرشكية كانا تحول أرمينيا إلى المسيحية عن طريق غريغوريوس المنور في عام 301، وإنشاء الأبجدية الأرمنية التي كتبها ميسروب ماشدوتس في عام 405. مثّل عهد الأرشكيين في أرمينيا هيمنة الإيرانيين في البلاد.

## الأرشكيون الأوائل
كان أول ظهور للأرشكيين على العرش الأرمني في عام 12 عندما نُفي الملك الفرثي فونونيس الأول من فرثيا بسبب سياساته المؤيدة للرومان والأخلاق الغربية. استحوذ فونونيس الأول لفترة وجيزة على العرش الأرمني بموافقة رومانية، لكن طالب أرتابانوس الثالث بإقالته. وبما أن الإمبراطور أغسطس لم يرغب في بدء حرب مع الفرثيين، فقد أطاح بفونونيس الأول وأرسله إلى سوريا. لم يضيع أرتابانوس الثالث وقتًا بعد عزل فونونيس الأول؛ وقام بتثبيت ابنه أوروديس على العرش الأرمني. لم يكن لدى الإمبراطور تيبيريوس أي نية للتخلي عن الدويلات العازلة ناحية الحدود الشرقية، وأرسل ابن أخيه ووريث جرمانيكوس إلى الشرق. أبرم جرمانيكوس معاهدة مع أرتابانوس الثالث، إذ اُعترف به كملك وصديق للرومان.
اُعطيت أرمينيا في عام 18 إلى زينو ابن بوليمون الأول من بونتوس، الذي تكنى باسم أرمني هو ارتاكسيس (أو زينو-ارتاكسيس). تشتت الفرثيون تحت حكم أرتابانوس الثالث للغاية بسبب الصراع الداخلي من أجل معارضة الملك المُعين من قبل الرومان. كان عهد زينو سلميًا بشكل ملحوظ في تاريخ أرمينيا. وبعد وفاة زينو في عام 36، قرر أرتابانوس الثالث إعادة الأرشكيين إلى العرش الأرميني، واختار ابنه الأكبر أرشك الأول كمرشح مناسب، لكن كانت خلافته للعرش الأرميني محل نزاع من قبل شقيقه الأصغر اروديس الذي أُطيح به سابقًا من قبل زينو. ركز تيبيريوس بسرعة على نشر المزيد من القوات على الحدود الرومانية وأصبحت أرمينيا مرة أخرى بعد عقد من السلام مسرحًا لحرب مريرة بين أعظم قوتين في العالم المعروف للسنوات الخمس والعشرين التالية.
أرسل تيبيريوس إيبريًا يُدعى ميثريداتس، زعم أنه من السلالة الأرشكية. نجح ميثراداتس في إخضاع أرمينيا للحكم الروماني وأطاح بالأرشكيين مما تسبب في دمار هائل في البلاد. والمثير للدهشة، أن ميثريداتس قد اُستدعى إلى روما حيث اُحتجز كسجين، واُعيدت أرمينيا إلى أرتابانوس الثالث الذي أعطى العرش لابنه الأصغر اروديس. اندلعت حرب أهلية أخرى في فرثيا عند وفاة أرتابانوس الثالث. بينما قام ميثريدتس في وقتها بالعودة إلى العرش الأرمني، بمساعدة أخيه فاراسمانيس الأول، والقوات الرومانية. استمرت الحرب الأهلية في فرثيا لعدة سنوات، وتكللت باستيلاء جوتارزيس على العرش في نهاية المطاف في عام 45.
قام راداميستيس (المُلقب غدام) ابن شقيق ميثريدس بغزو أرمينيا وقتل عمه في عام 51. قرر يوليوس بايلينوس حاكم كابادوكيا غزو أرمينيا، لكنه تراجع عن هذا بتتويج رادامستوس الذي كافأه بسخاء.
رأى الملك الفرثي وقتها فولوغايس الأول فرصة، وقام بغزو أرمينيا ونجح في إجبار الأيبريين على الانسحاب من أرمينيا. أجبر الشتاء القاسي الذي أعقب هذا الكثير من البارثيين على الانسحاب أيضًا، وبالتالي ترك الطريق ممهدة لراداميستوس لاستعادة عرشه. بعد استعادة السلطة، وفقا لتاسيتوس، كان الإيبيري شديد القسوة لدرجة أن الأرمن اقتحموا القصر وأجبروا راداميستيس على مغادرة البلاد، وحصل فولوغاسيس على فرصة لتثبيت شقيقه تيريداتيس على العرش.

## روما وفرثيا
نتيجة لعدم رضاه عن تأثير الفرثيين المتزايد على حدود دولته، أرسل الإمبراطور الروماني نيرون جنايوس دوميتوس كوربيلو مع جيش كبير إلى الشرق من أجل تثبيت الملوك التابعين لرومانيا على عروشهم. بعد هروب تيريداتيس الأول، ثُبت الملك التابع لرومانيا تيجرانس السادس على العرش، وقام بغزو مملكة حدياب في عام 61، التي كانت واحدة من الممالك الخاضعة للفرثيين. اعتبر فولوغاسيس الأول هذا الفعل بمثابة عمل عدواني من روما، وجهز حملة لإعادة تيريداتيس الأول إلى العرش الأرمني. اُعطيت قيادة القوات الرومانية مرة أخرى إلى كوربيلو في معركة رهانديا اللاحقة في عام 62، الذي سار بجيشه إلى أرمينيا، وأقام معسكرًا في رهانديا، حيث عقد اتفاق سلام مع تيريداتيس، والذي اُعترف به بمسماه كملك لأرمينيا. ولكنه وافق على أن يصبح ملكًا تابعًا لرومانيا، وقرر الذهاب إلى روما ليتُوجه الإمبراطور نيرون. حكم تيريداتيس أرمينيا حتى وفاته أو عزله حوالي عام 110، عندما غزا الملك الفرثي أوسرويس الأول أرمينيا، وتوج ابن أخته أكسيديارس ابن الملك الفرثي السابق باكوروس الثاني كملك لأرمينيا.
أنهى هذا التعدي على مجال النفوذ التقليدي للإمبراطورية الرومانية السلام المعقود منذ عهد الإمبراطور نيرون قبل نصف قرن تقريبًا، وبدأ حربًا جديدة مع الإمبراطور الروماني الجديد تراجان. تقدم تراجان نحو أرمينيا في أكتوبر عام 113 لتتويج ملك تابع لرومانيا على عرش أرمينيا. التقي مبعوثون من أوسرويس الأول بتراجان في أثينا، وأخبروه أن اكسيداريس قد أُطيح به، وطلبوا منح العرش لأخيه الأكبر باراثاماسيريسس. رفض تراجان اقتراحهم واستولى في أغسطس عام 114 على ارساموساتا حيث طلب باراثاماسيريس أن يتوج، ولكنه قام بدلًا من تتويجه بضم مملكته كمقاطعة جديدة للإمبراطورية الرومانية. عُزل باراثاماسيريس وتوفي في ظروف غامضة بعد ذلك بوقت قصير.
كانت أرمينيا كمقاطعة رومانية تُدار مع كابادوكيا من قبل لوسيوس كاتيليوس سيفيروس. أصدر مجلس الشيوخ الروماني عملات معدنية احتفالًا بهذه المناسبة، وحملت النقش التالي: «ARMENIA ET MESOPOTAMIA IN POTESTATEM P.R. REDACTÆ»، مما عزز مكانة أرمينيا كأحدث مقاطعة رومانية. استمرت بعض أعمال المقامة المتفرقة بعد اخماد تمرد بقيادة شخص مُطالب بعرش فرثيا (ساناتريوسيس الثاني ابن ميثريدتس الرابع)، وتمكن فولوغاسيس الثالث من السيطرة على جزء كبير من أرمينيا قبل وفاة تراجان في أغسطس عام 117. ومع ذلك، تخلى الإمبراطور الجديد هادريان في عام 118 عن أراضي تراجان المحتلة، والتي شملت أرمينيا، وتوج باراثاماسبيتس كملك لأرمينيا وأوسروين، على الرغم من سيطرة الملك الفرثي فولوغاسيس على معظم الأراضي الأرمينية. تُوصل إلى تسوية في نهاية المطاف مع الفرثيين، وعُين فولوغاسيس الفرثي حاكمًا لأرمينيا.
حكم الفولوجاسيسيين أرمينيا حتى عام 140. أرسل فولوغاسيس الرابع ابن الملك الفرثي الشرعي ميثريدتس الرابع قواته للاستيلاء على أرمينيا في عام 161، وقضى على الفيلق الروماني المتمركز هناك تحت قيادة الليغاتوس جايوس سيفيريانوس. تقدمت القوات الفرثية بتشجيع من السباهبود أوسرويس لمسافة أبعد غربًا تجاه سوريا الرومانية.
أرسل ماركوس أوريليوس على الفور لوسيوس فيروس إلى الجبهة الشرقية. في عام 163، أرسل فيروس الجنرال ستاتيوس بريسكوس الذي نُقل مؤخرًا من بريطانيا بصحبة العديد من الفيالق، من أنطاكية السورية إلى أرمينيا. استسلم جيش الارتاكساتي بقيادة فولوغاسيس الرابع إلى الجنرال الروماني بريسكوس، الذي عين ملك تابع للرومان وهو سوهيموس (عضو مجلس الشيوخ الروماني، وقنصل أرشكي، وتمتد جذوره إلى إميسان)، على عرش أرمينيا عازلًا باكوريس الذي توجه فولوغاسيس الثالث.
استعاد الفرثيون معظم أراضيهم المفقودة في عام 166 نتيجة لوباء داخل القوات الرومانية، وأجبروا سوهيموس على التراجع إلى سوريا. تُوج فولوغاسيس الثاني على العرش عام 186 بعد حكم عدد قليل من الحكام الرومان والفرثيين. وفي عام 198 سيطر فولوغاسيس الثاني على العرش الفرثي، وتوج ابنه خوسروف الأول عرش أرمينيا. قبض الرومان على خوسروف الأول في وقت لاحق، الذين قاموا بتعيين واحد منهم ليحكم أرمينيا. لكن ثار الأرمن أنفسهم ضد حكامهم الرومان، ثم تُوج تيريداتيس الثاني (217-252) ابن خوسروف الأول وفقًا لتسوية جديدة بين روما وفرثيا ملكًا لأرمينيا.